# Bellmansbysten

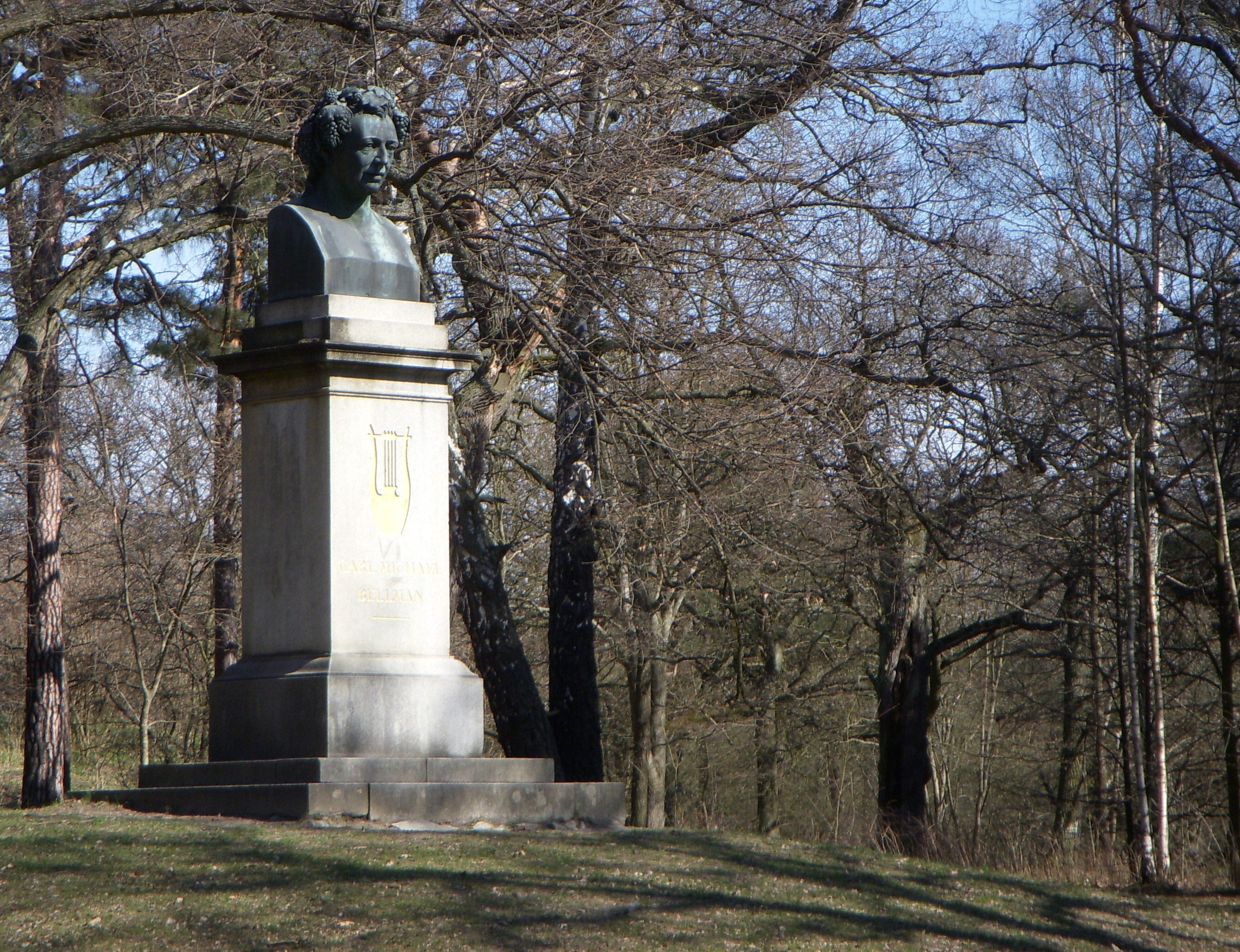
Bellmansbysten vid Bellmansro, 2009.

Bellmansbysten är en skulptur vid Bellmansro norr om Oakhill på Södra Djurgården i Stockholm
föreställande Carl Michael Bellman. Bysten skapades av Johan Niclas Byström och avtäcktes den 26 juli 1829. Som förebild till skulpturen hade Byström Johan Tobias Sergels medaljong från 1787 och Per Krafft d.ä.s porträtt av skalden.

## Historik
| Sergels medaljong (t.v.) och Byströms byst. |  | Sergels medaljong (t.v.) och Byströms byst. |
| Sergels medaljong (t.v.) och Byströms byst. |  |                                             |

Bellmansbysten är gjuten i brons och står på ett högt postament av finhuggen men oslipad granit. På granitfoten ses endast namnet Carl Michael Bellman och en lyra inristad ovanför.
Byström vann konstnärlig framgång inom porträttskulpturen. Bysten av Bellman visar att han var en värdig lärjunge av Johan Tobias Sergel. Bronsbysten på Djurgården "med sin hållning av mild nordisk vingud (Dionysos), är ett verkligt fynd, och den har vuxit samman med sin kulle och sina ekar så, som endast i lyckligaste fall en skulptur växer samman med en miljö. Ämnet låg Byström nära, ty han hade såväl kopierat ett antikt som själv format ett nytt Bacchus-huvud av stort behag (båda i Nationalmuseum)."

## Avtäckningen
Kung Karl XIV Johan avtäckte den stora Bellmansbysten, som nationalskulptören utfört. Avtäckningen ägde rum den 26 juli 1829 och "den kungliga familjen med hela dess hovstat och allt vad huvudstaden ägde mest lysande var närvarande". Avtäckningen skedde bokstavligt talat under pukor och trumpeter, och kanonsalut från Strömmen, inför tusentals åskådare med Bellmans änka Lovisa och sonen Adolf som hedersgäster. Johan David Valerius, ledamot av Svenska Akademien åren 1826–1852 på stol nr 15, hade skrivit prologen "Näckar ur vassen undrande stiga" till melodin "Opp Amaryllis" och tal hölls.
Esaias Tegnér inspirerades till dikten:
I Djurgårdsekar, susen vänligt över
Den störste sångarns bild som Norden har.
Det finns ej tid som dessa toner söfver:
Det finns ej land som deras like har."
Det blev en folkfest utan like med större antal åskådare än "ögat kunde överse". När den ståtliga retoriken lägrade sig som en tjock rök över folkhavet lär gamla fru Lovisa Fredrica Bellman ha viskat till en närstående: "Jag undrar vad de skulle sagt om de haft honom till man?" Och när drottningen fryndigt lyckönskade henne till att ha fått så många lustiga minnen av den store skalden, skall hon ha svarat: "Säg inte det, ers majestät, salig människan var mycket tråkig när han var hemma!" Som så många goda repliker är de säkert påhittade efteråt, men de hör till den bellmanska mytologin.
Årsdagen för avtäckningen, den 26 juli 1829, hyllas sedan dess som Bellmansdagen. Kung Karl XIV Johan hade upplåtit marken och en omfattande insamling bekostade minnesstoden. Platsen för minnesbysten ansågs vara den mest passande som man kunde tänka sig eftersom Bellman i åtskilliga av sina verk har beskrivit både natur och nöjesliv på Djurgården.

## Historiska bilder

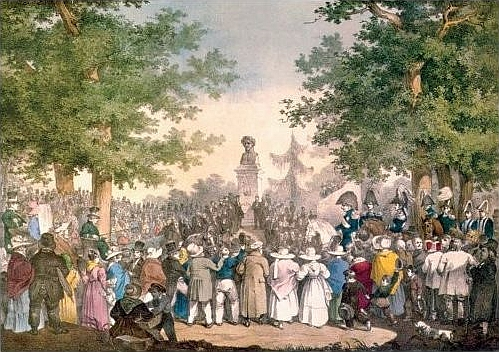
Invigningen av Bellmansbysten 1829. Färglitografi av Hjalmar Mörner
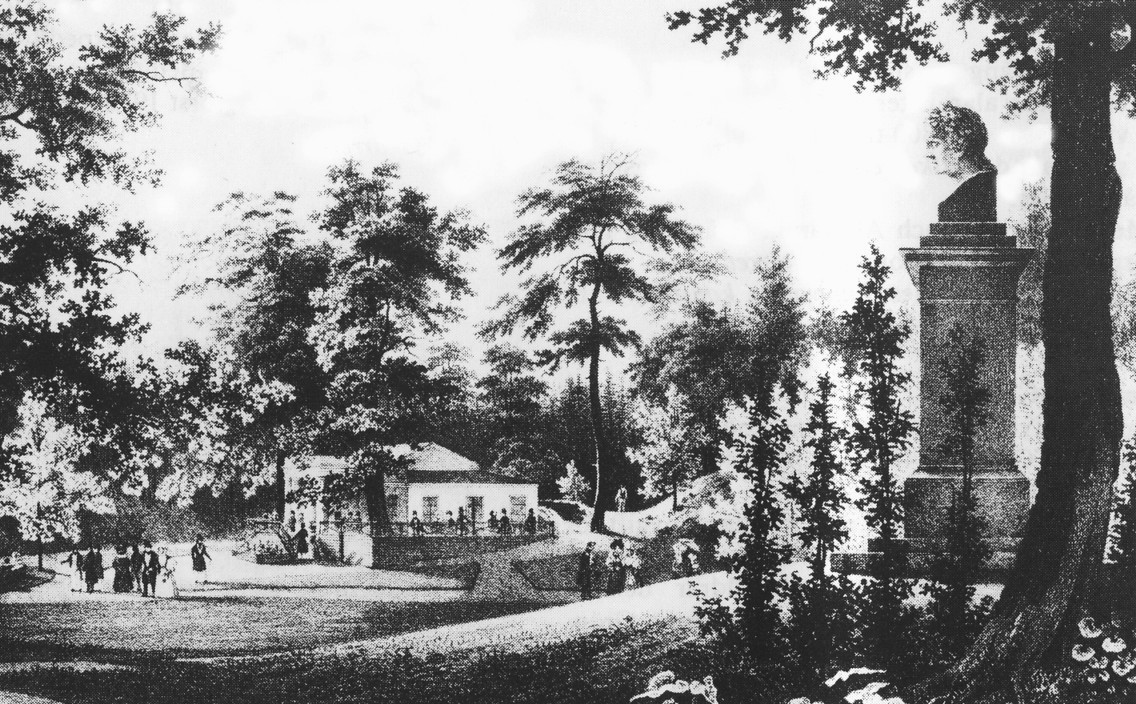
Bellmansro och Bellmansbysten. Litografi av Carl Johan Billmark, 1834
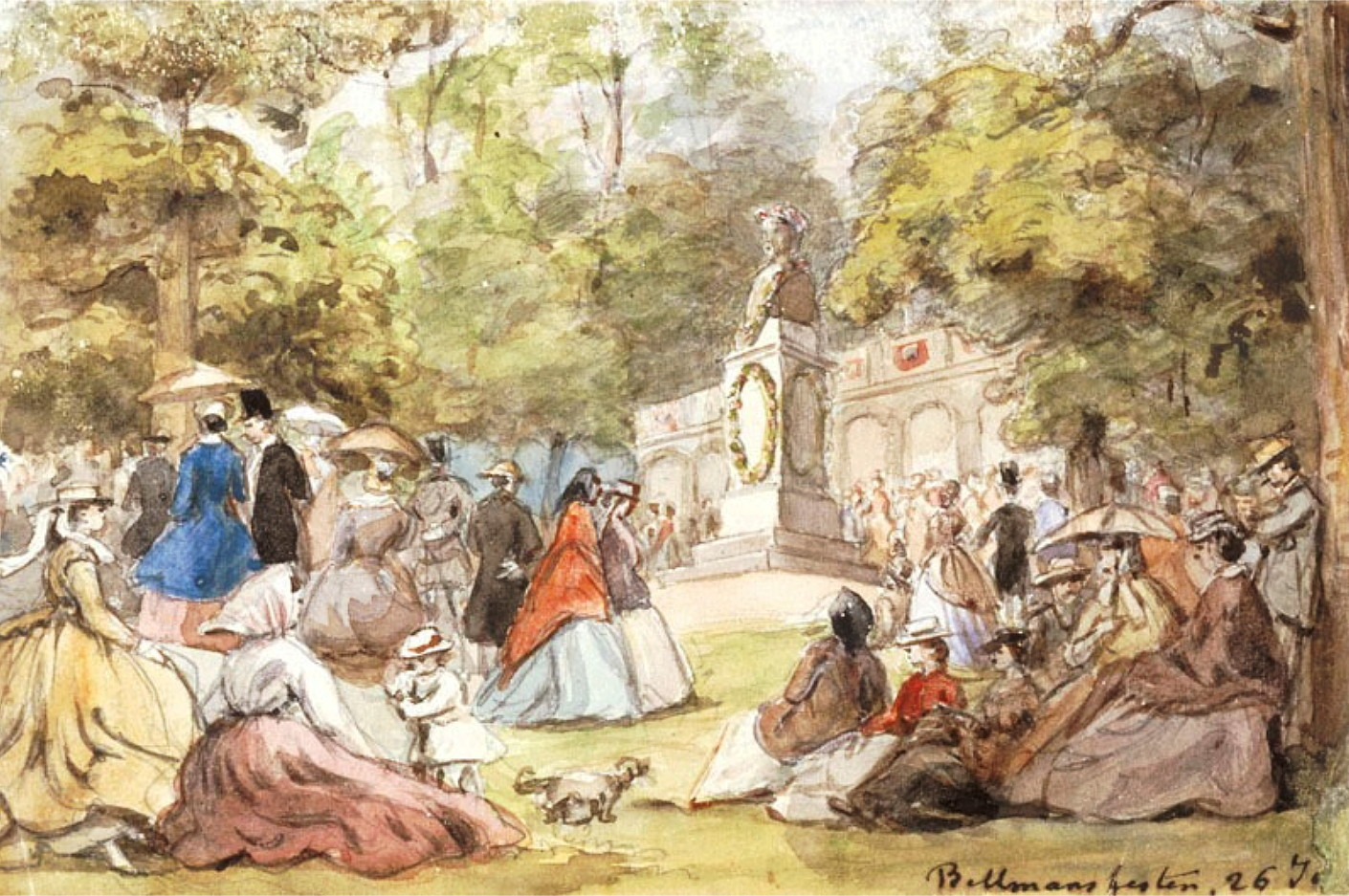
Bellmansfest. Akvarell  av Fritz von Dardel
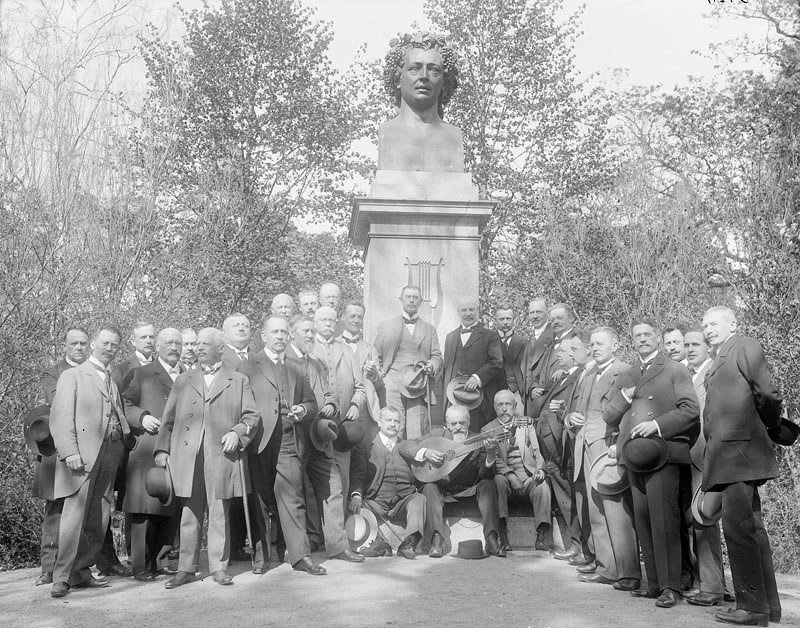
Sällskapet Bellmans Minne under Bellmansbysten